# Baške Oštarije
Baške Oštarije is een plaats in de gemeente Karlobag in de Kroatische provincie Lika-Senj. De plaats telt 30 inwoners (2001).